# María Colina Lozano
María Mercedes Colina Lozano de Gotuzzo (Tayabamba, 21 de diciembre de 1921-Lima, 28 de julio de 2012) fue una política y abogada peruana.

## Biografía
Nació en Tayabamba el 21 de diciembre de 1921. Fue hija de Luis Colina, quien se dedicó a la ganadería y Celia Lozano, quien se dedicó a la enseñanza. Debido a problemas familiares, María junto a su familia migraron a la ciudad de Lima. 
Allí realizó sus estudios primarios en el Instituto Victoria y sus estudios secundarios en el Colegio Nacional Rosa de Santa María. Luego de terminar sus estudios, ingresó a la Universidad Nacional Mayor de San Marcos, en la cual se graduó como abogada. 
Se casó con el abogado y profesor Luis Gotuzzo Romero con quien tuvo dos hijos.

## Trayectoria Política

### Primeros años
A pesar de no haber participado en actividades políticas durante su vida universitaria en el movimiento estudiantil de la Universidad Nacional Mayor de San Marcos, María simpatizaba por el APRA al igual que su hermana Rebeca, la cual pertenecía a la base del APRA de la Pontificia Universidad Católica del Perú. Así lo manifestó: 

«Yo sentía como si el APRA lo llevara dentro de mi sangre [...] no trabajaba por el APRA pero no me sentía aprista»
Aguilar, La ampliación del cuerpo electoral pág. 157.

Aún siendo estudiante, María Colina comenzó a trabajar como secretaria de Manuel Seoane Corrales, senador aprista, durante el gobierno de José Luis Bustamante y Rivero. Este acercamiento produjo que María tomara la decisión de inscribirse y militar en el Partido Aprista Peruano. Luego de inscripción, Seoane empezó a dirigirse hacia ella como «compañera María», calificativo por el cual después sería conocida dentro del partido. 
En 1948, luego del golpe de Estado de Manuel A. Odría, se ordenó la persecución de los políticos apristas y comunistas. Como consecuencia, Manuel Seoane tuvo que ser buscar asilo político en la embajada de Brasil y María Colina fue despedida de su trabajo por un representante del gobierno.

### Participación en las Elecciones Generales de 1956
Tras 8 años de trabajar como secretaria en la fábrica Loza Inca, fue invitada por Ramiro Prialé Prialé a participar en la lista de diputados por el departamento de La Libertad en las Elecciones Generales de 1956. 
Esta propuesta la tomó por sorpresa, pero luego de consultar con su familia y recibir el apoyo de sus padres, hermanos y de su esposo, aceptó la invitación. 
Debido a la prohibición de partidos con organización internacional como el APRA, María Colina se inscribió como candidata por el Frente Parlamentario de La Libertad, movimiento independiente afín al proscrito Partido Aprista Peruano. 
El sufragio femenino en el Perú se obtuvo por primera vez en 1956. Por ello, la campaña electoral para las Elecciones de 1956 consistió en la primera campaña electoral realizada por mujeres candidatas que aspiraban a pertenecer al Congreso de la República como María Colina. De esta manera, ella comenta la recepción de la población trujillana a las candidaturas femeninas: 

«... la gente salía, iban a ver [...] era una novedad, una novedad. Como una cosa extraña»
Aguilar, La ampliación del cuerpo electoral pág. 162.

Fue la primera mujer elegida diputada por el departamento de La Libertad. En esas elecciones se eligieron a un total de ocho mujeres diputadas y una senadora.

### Diputada por La Libertad
Integró las comisiones de Culto, de la Madre y del Niño y de Municipalidades. Fue, asimismo, la primera mujer en desempeñar un cargo en la mesa directiva de la Cámara de Diputados al ser elegida Prosecretaria Bibliotecaria entre 1957 y 1958. De todos sus proyectos de Ley, fue promulgada la Ley N° 14637 que autorizaba invertir en viviendas populares en la ciudad de Chimbote.
Luego, en las elecciones de 1963 fue reelegida como diputada por La Libertad por el Partido Aprista Peruano. Su mandato se vio interrumpido por el golpe de Estado que dio origen al Gobierno Revolucionario de las Fuerzas Armadas.
Falleció en Lima el 28 de julio del 2012.